# 제1차 왕정복고
제1차 왕정복고(프랑스어: Première Restauration)는 프랑스 역사에서 잠시 부르봉 왕조가 왕좌로 돌아왔던 시기를 가리키는 프랑스 내 역사 용어로, 나폴레옹 1세가 1814년 봄에 퇴위한 후부터 1815년 3월 백일천하가 시작되기 전까지 기간이다. 이 체제는 프랑스에서 나폴레옹 전쟁으로 지친 상황 속에서 제6차 대프랑스 동맹(영국, 러시아, 프로이센, 스웨덴, 오스트리아)이 프랑스 전역에서 승리를 거두며 시작되었다. 연합국은 프랑스 왕위 계승 문제를 놓고 의견이 엇갈렸지만, 부르봉 왕가의 망명자들, 프랑스 내부 기관들, 외국 세력들 사이 미묘한 정치적 협상이 진행되었다. 결국 나폴레옹이 4월 6일에 퇴위하면서 루이 18세가 왕으로 즉위하게 되었고, 그달 말에 파리에 입성해 튀일리궁에 자리 잡았다.
새로운 체제는 입헌군주제였다. 국가를 화합하고자 왕정 복귀와 동시에 프랑스 혁명에서 이룩한 주요 성과 중 일부를 유지하려 했다. 이를 위해 왕은 1814년 헌장(Charte de 1814)을 채택해 국민에게 제공했다. 왕권이 복원되었지만, 동시에 혁명 기간에 얻은 개인의 권리 중 일부가 보존되었다. 이 짧은 기간 동안 체제는 국민을 화합하려 했지만, 혁명 시기에 입은 피해에 대한 복수를 기대했던 극단적인 왕당파들은 이러한 접근 방식에 실망했다. 또한, 교회 권력이 다시 강해지고 군대 규모가 축소되면서 체제에 반감을 품은 사람들이 늘어났다.
이런 상황 속에서 1815년 3월 1일 나폴레옹 1세가 프랑스에 상륙했다. 나폴레옹 1세는 처음에는 소규모 군대와 함께했지만, 점차 불만을 품은 사람들을 결집시키며 프랑스를 가로질러 진군했다. 루이 18세는 이를 나폴레옹을 제거할 기회로 보았지만, 점점 더 많은 군대가 나폴레옹에게 가담하면서 이를 막지 못했다. 결국 루이 18세는 3월 19일에 파리를 떠났고, 다음 날 나폴레옹이 튀일리궁에 도착하면서 부르봉 체제는 무너졌다. 부르봉 왕실은 다시 한 번 망명길에 올라 헨트로 떠났다. 이후 백일천하와 워털루 전역이 끝난 후에야 루이 18세는 프랑스로 돌아올 수 있었고, 이는 제2차 왕정복고의 시작을 알리는 계기가 되었다.

## 부르봉 왕조로의 전환

### 1814년 프랑스의 상황
1814년 초, 프랑스는 영국, 러시아 제국, 프로이센 왕국, 스웨덴, 오스트리아 제국, 그리고 여러 독일 국가들로 구성된 제6차 대프랑스 동맹과 맞서고 있었다. 이 국가들의 연합군이 프랑스 영토를 침공했으며, 나폴레옹 1세는 프랑스 원정 중 여러 차례 승리를 거두었지만, 그의 군사적 상황은 점점 더 불리해졌다. 한편, 프랑스 국민은 전쟁에 대한 피로와 평화에 대한 열망을 점점 더 강하게 표현하고 있었다.
처음에는 연합국도 왕정 복고보다는 나폴레옹과 평화 조약을 맺는 방안을 고려하며 협상을 시작했다. 하지만 나폴레옹은 자신의 상황을 과대평가하며 프랑스의 "자연적 국경"을 포기하지 않는 조건으로만 평화를 받아들이겠다고 고집해 협상이 결렬되었다. 결국 연합국은 3월 1일 쇼몽 조약을 체결하며 나폴레옹의 퇴위 전까지는 별도의 평화 조약을 맺지 않겠다고 맹세했다.
프랑스 국민의 왕정에 대한 여론은 지역에 따라 혼재되어 있었다. 동부 국경 지역에서는 많은 사람들이 외국 침략자들에 맞서 저항 운동을 벌였지만, 반대로 러시아군이 파리에 도착했을 때는 이를 해방으로 환영하는 분위기도 있었다. 전쟁의 피로감, 병력 징집과 세금 부과로 인한 분노, 그리고 구체제 귀족과 제국 귀족들이 자신들의 재산과 지위를 유지하려는 욕구는 많은 국민을 왕정 복고라는 제안 아래 단결하게 만들었다. 이러한 단결은 위기가 끝날 때까지 지속될 것으로 보였다.
한편, 연합국 내에서도 각국의 이해관계는 달랐다. 오스트리아는 나폴레옹의 아들을 왕으로 옹립하고 그의 어머니 마리루이즈가 섭정을 맡는 방안을 선호했으나, 이는 다른 국가들에게 불리한 결과를 초래할 수 있었다. 러시아는 부르봉 왕조를 지지하지 않았고, 대신 당시 스웨덴과 노르웨이의 왕세자였던 베르나도트를 왕으로 세우자고 제안했으나, 그가 연합군의 한 부대를 이끌고 있다는 점이 불리하게 작용했다. 절대왕정을 두려워하는 사람들 사이에서는 오를레앙 가문을 지지하는 목소리도 있었지만, 미래의 루이 필리프 1세는 이를 거절했다. 결국 영국의 지지를 받는 부르봉 왕조가 유력한 선택지로 남게 되었다. 연합국은 내부 갈등을 피하기 위해, 프랑스 내부에서 상황이 해결될 때 즈음 최종 방향을 결정하도록 맡기기로 했다.

### 나폴레옹의 퇴위

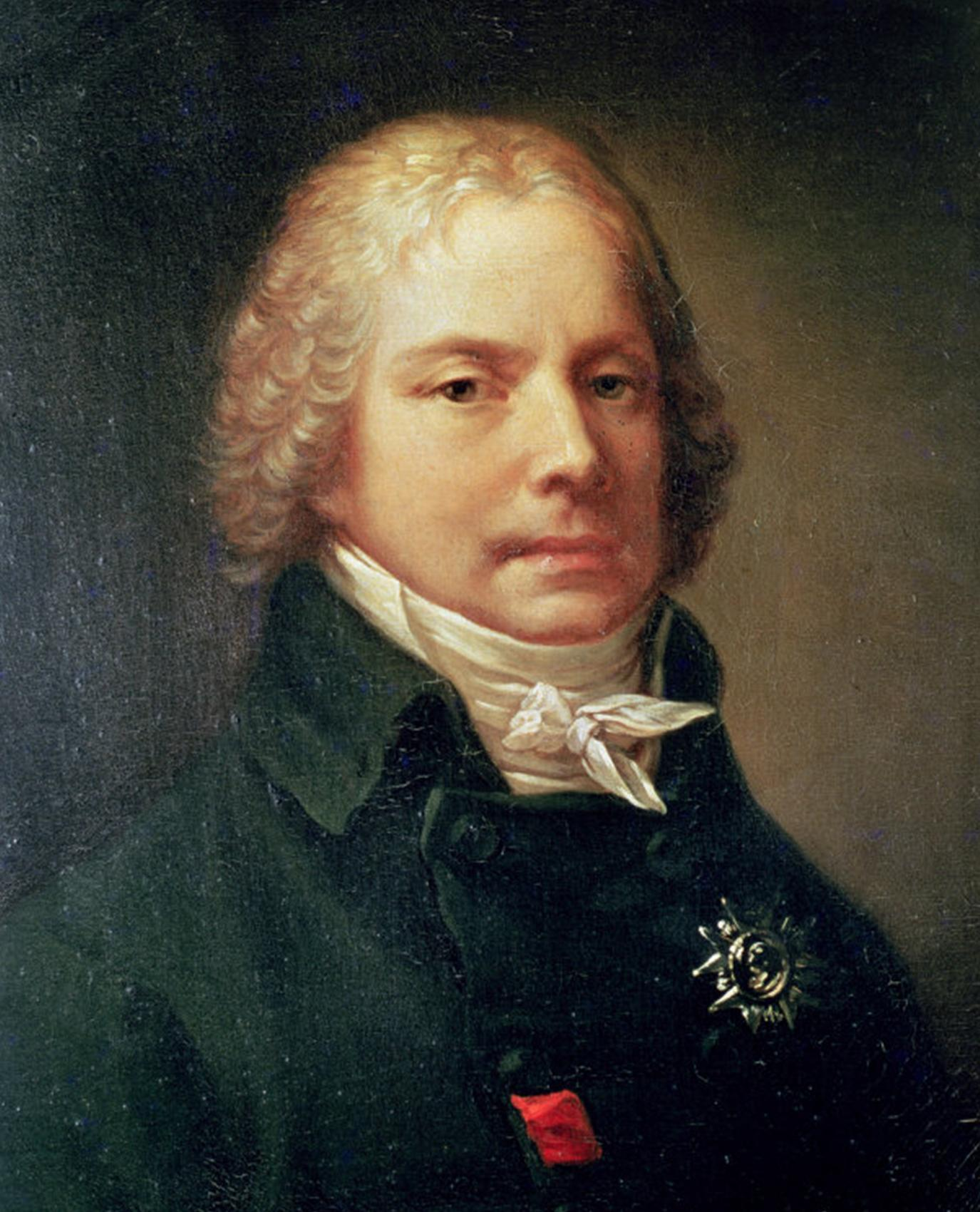
1809년경 제작된 탈레랑 백작의 초상화. 탈레랑 백작은 제1차 왕정복고에 핵심적인 기여를 한 인물 중 한 명이다.

루이 16세의 동생이자 "루이 18세"라는 이름으로 왕위를 주장하던 프로방스 백작은 하트웰 하우스에 머물며 상황의 전개를 지켜보고 있었다. 반면 그의 동생 아르투아 백작은 프랑스 동부를 침공하는 연합군을 따라다녔다. 부르봉 왕가는 연합국이 다른 왕조를 세우지 못하도록 국내에서 지지 기반을 확보해야 했다. 아르투아 백작의 두 아들도 개입할 준비를 하고 있었다. 베리 공작은 저지섬에서 노르망디의 봉기를 기다리고 있었고, 맏아들 앙굴렘 공작은 3월 12일, 페르디낭 드 베르티에 드 소비니가 이끄는 신앙기사단이 보르도에서 일으킨 반란 덕분에 그 지역에서 활동을 시작할 수 있었다. 당시 시장이었던 장바티스트 린치는 부르봉 왕가를 지지하며 같은 날 왕자를 맞이했고, 이를 통해 임시 정부를 구성할 수 있었다. 영국군이 보르도를 점령했으나 나폴레옹과의 협상이 진행 중이었던 탓에 웰링턴 공작은 샤몽 조약이 체결될 때까지 신중을 기했다. 이와 동시에 남부에서도 혼란이 발생했고, 리옹도 부르봉 왕가를 지지하는 쪽으로 돌아섰다.
섭정회의는 제국군 잔여 병력과 함께 루아르강 남쪽으로 철수했다. 한편 나폴레옹은 퐁텐블로에서 원수들의 압박을 받으며 퇴위를 고민하게 되었다. 섭정회의의 유일한 남은 구성원인 탈레랑은 3월 31일, 파리에 입성한 연합군을 이끄는 러시아 황제 알렉산드르 1세와의 협상을 주도하며 상황을 통제했다. 하지만 그의 활동은 신앙 기사단이 파리에서 연합군 입성 시 왕당파 시위를 조직하면서 방해를 받았다. 게다가 이들은 러시아 황제로부터 프로방스 백작을 왕위에 복귀시키겠다는 약속까지 받아냈다. 하지만 탈레랑은 이들을 몰아내고 상원과 입법부를 설득하여 4월 2일 나폴레옹의 퇴위를 선언하고 프로방스 백작에게 프랑스 왕위를 제안하도록 했다.
4월 1일, 니콜라 프랑수아 벨라르트가 초안을 작성한 총회의 선언문은 파리 부르주아 계층에게 왕정 복고의 정당성을 강하게 각인시켰다. 이 과정에서 탈레랑은 부르봉 왕가를 달가워하지 않던 러시아 황제를 설득해 복고왕정이 나폴레옹을 영원히 배제할 유일한 방안이라고 믿게 만들었다. 그러나 그는 복고왕정이 자신의 조건에 따라 이루어지길 원했다. 그는 자신을 포함한 5인의 임시 정부 구성을 요구하며 실질적으로 아르투아 백작이 임명한 왕실 위원들을 무력화시켰다. 4월 6일에는 1791년 헌법과 유사한 입헌적 성격의 헌법을 통과시켰다. 이 헌법의 제2조는 "프랑스 국민은 마지막 왕의 동생을 프랑스의 왕으로 자유롭게 초대한다"고 명시했다. 이 헌법은 프랑스 국민에게 제출되고 루이 18세는 이를 준수할 것을 맹세해야 했다. 이는 왕이 국민의 동의 없이 통치해야 한다고 믿었던 왕당파의 불만을 샀고, 일부는 헌법 자체가 군주제에 반한다고 주장하기까지 했다.
같은 날, 나폴레옹 1세는 퇴위를 수용하고 4월 14일 퐁텐블로 조약에 서명했다. 이로써 그는 엘바섬의 군주로 임명되었으며, 프랑스가 그에게 종신 연금을 지급하기로 약속했다.

## 부르봉 왕조로의 전환

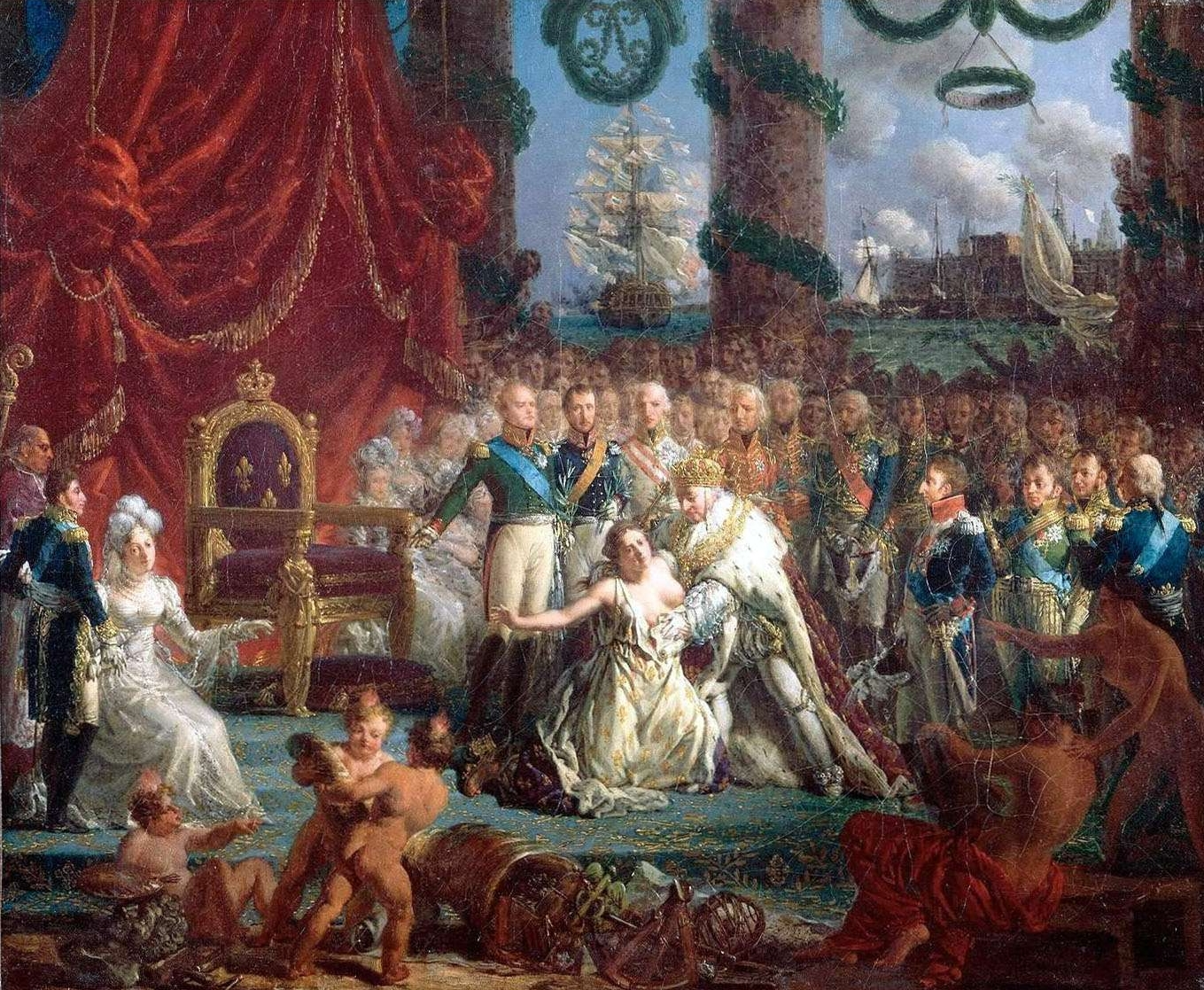
Louis XVIII relevant la France, 루이필리프 크렙팽의 작품, 부르봉 왕가의 귀환을 주제로 한 알레고리를 표현했다.

4월 12일, 아르투아 백작은 왕당파의 상징인 흰 코카르드를 달고 파리에 입성하며 평화와 통합을 외치자 시민들은 그를 따뜻하게 맞이했다., 그는 “더 이상의 분열은 없습니다. 더 이상의 분열은 없습니다. 평화와 프랑스만이 남았습니다. 나는 다시 프랑스를 보았습니다. 달라진 건 아무것도 없습니다. 단 한 명의 프랑스인이 늘었을 뿐입니다.”라고 말했다고 전해진다. 그러나 이러한 대중의 열기는 일시적인 것이었다. 프랑스 상원은 루이 18세의 '왕국의 부사령관'이라는 칭호를 인정했다. 하지만 루이 18세는 파리로 돌아온 탈레랑과 푸셰의 거듭된 설득에도 불구하고 헌법 초안의 원칙을 마지못해 수용했을 뿐 그 문서에 대한 선서까지는 하지 않았다. 그는 기존의 내각을 유지하되, 니콜라 우디노와 봉아드리앙 자노 드 몽세 같은 전향한 원수들과 자신의 측근인 비트롤 백작을 추가했다. 루이 18세는 자유주의에 반대하며, 이 공식 정부 외에도 망명자들과 반혁명 세력으로 구성된 비밀 내각인 ‘녹색 내각’을 따로 두었다. 때문에 나폴레옹 지지자 출신 인사들 사이에 불안감이 커졌다. 프랑스 군인들이 패배로 인해 이미 상처받은 상황에서, 삼색기를 치우고 흰색 왕실 깃발을 다시 내건 것은 군부에 큰 충격을 주었다.
루이 18세는 4월 24일 칼레에 상륙하였다. 5월 2일, 상원의원들을 맞이한 그는 생우앵 선언에서 국민주권의 개념에 의문을 제기하고, 상원의 헌법 초안을 “개선”할 위원회를 만들겠다고 했다. 동시에 구체제(앙시앵 레짐)로 완전히 되돌아갈 수는 없다는 입장을 밝혔다. 그는 몇 가지 비평과 수정을 제안했지만, 기본적인 원칙들은 유지될 것이라 약속했다. 아르투아 백작은 스스로를 “신의 은총이 곁든 프랑스와 나바르의 왕, 루이”라고 선포하며, 1795년 루이 16세의 아들이 사망했을 때 자신이 계승한 왕위의 정통성을 이어갔다. 루이 16세, 루이 17세, 루이 18세로 이어지는 왕위 계승의 연속성을 강조하면서 혁명 시기를 부정하는 태도가 그의 발언에서 자주 드러났다. 5월 3일, 생우앵 성에서 출발한 그는 생드니 문을 지나 파리로 성대한 입장을 했으며, 노트르담 대성당에서 테 데움을 들은 뒤 튀일리 궁전으로 향했다.
국민 화합을 목표로 한 새 정부는 5월 13일에 구성되었고, 망명 귀족들은 소수에 그쳤다. 5월 30일, 연합국과의 평화 조약이 체결되었다. 제1차 파리 조약을 통해 프랑스는 1792년의 국경을 회복했으며, 프랑스 국민의 감정을 고려해 일부 영토는 보존되었다. 그러나 식민지에서는 토바고섬, 생뤼시, 일 드 프랑스 등을 상실했다. 프랑스는 배상금을 지불할 필요도 없고, 점령을 당하지도 않으며, 빈 회의에 대표단을 파견할 수 있는 자격을 얻었다. 이는 탈레랑과 러시아 황제 알렉산드르 1세의 노력 덕분이었다. 그러나 제국 시대의 정복지를 상실한 것은 이후 오랫동안 자유주의자들이 왕정을 비판하는 논거가 되었다.

## 왕정복고 체제

### 헌장

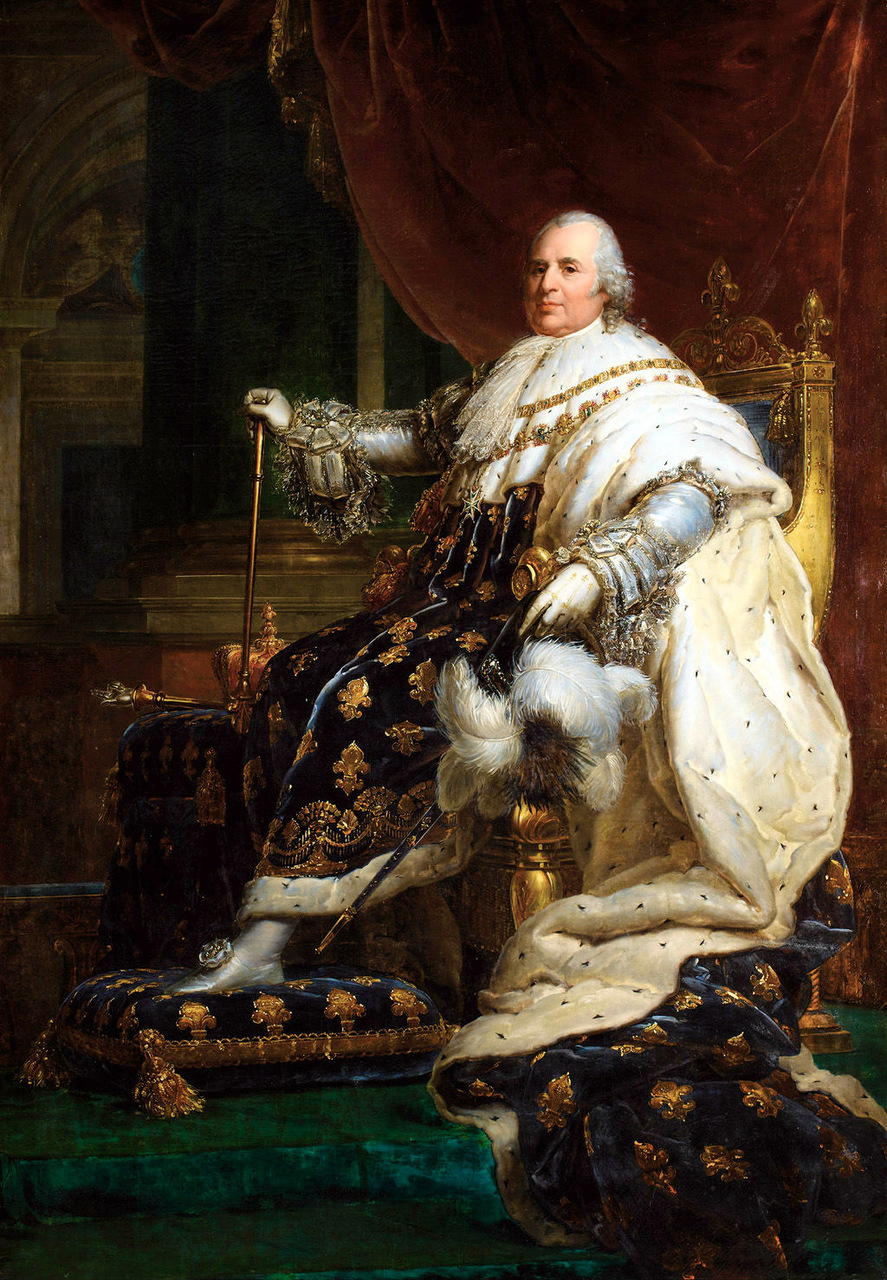
프랑수아 제라르가 그린 대관식 당시의 루이 18세.

연합군이 프랑스를 떠나기 전에, 헌법이 마련되어야 했다. 루이 18세는 국민의 요청으로 왕위에 복귀하는 것은 상상조차 할 수 없었다. 그는 상원의 헌법 초안을 거부하고, 망명 귀족, 입헌주의자, 제국 귀족 등 다양한 인물들로 구성된 위원회에 새로운 문서의 초안을 맡겼다. '헌법'이라는 말 대신, 그는 이전 군주들이 부여하던 양보의 전통을 계승하는 의미에서 1814년 6월 4일에 '헌장(Charte)'을 반포하기로 결정하였다. 과거와의 연속성을 강조하려는 의지는 문서 전반에 걸쳐 드러난다. 문서에서는 '시간의 사슬을 다시 잇는다'는 표현을 사용하며, 혁명기와 제정기는 무시되고, 루이 18세는 자신의 통치 기간을 조카가 1795년 템플 감옥에서 사망한 이후로 계산하여 ‘통치 19년째’로 서술하고 있다. 헌장은 루이 6세가 12세기 초에 행한 양보들과의 계승 관계 속에 놓이게 된다. 그러나 그는 중도 세력을 자극하지 않기 위해 전통적인 대관식은 포기하였다.
헌장은 절충적인 성격의 문서로, 혁명과 제정기의 여러 성과를 유지하면서 부르봉 가문의 복위를 확립하고자 했다. 그 첫 부분에서는 법 앞의 평등, 조세의 평등, 공직 접근의 평등, 종교의 자유(로마 가톨릭은 국교로 인정됨), 언론의 자유를 인정하였다. 국유화된 재산 문제는 혁명기 동안의 구매자들에게 유리한 방향으로 처리되었으며, 판매되지 않은 재산만이 귀국한 망명자들에게 반환되었다. 1814년 이전의 모든 정치적 사건에 대해 사면이 선포되었다. 헌장은 왕 중심의 체제를 구축하였다. 왕은 국가의 모든 권한을 소유하며, 전쟁을 선포하고 평화를 체결할 수 있으며, 필요할 경우 칙령으로 통치할 수 있는 권한을 가진다. 그의 신체는 불가침이며, 행정·입법·사법 권한 모두를 손에 쥔다. 그는 법안을 제안하고 공포할 수 있으며, 원할 때 하원의 해산도 가능하고 상원의 의원 구성도 변경할 수 있다.
의회는 왕과 권력을 공유하며, 왕에게 어떤 사안이든 입법을 제안해 달라고 ‘청원’할 수 있다. 하원은 조세 관련 법안 심의에 우선권을 가지지만, 조세는 양원 모두의 동의가 있어야만 부과될 수 있다. 하원의원은 30세 이상으로 연간 300프랑 이상의 납세를 하는 유권자들에 의해 선출되며, 전체 유권자는 11만 명, 피선거권을 가진 이는 1,600명에 불과하다. 당시 인구는 약 3천만 명이었다. 하원의원 수는 262명에서 395명으로 늘어난다. 상원(귀족원)은 왕이 임명하며, 임명된 귀족은 평생 임기를 보장받는다. 왕은 1814년 3월 7일에 154명의 귀족을 임명하였다. 제정기에 비해 의회의 권한은 확대되었다. 사법에 관한 부분에서는 대체로 나폴레옹 시대의 법적 성과, 특히 민법전을 그대로 따랐다.
이러한 절충적 성격의 헌장은 프랑스 국민의 기대에 못 미치는 반응을 불러일으켰다. 특히 ‘신앙기사단’과 같은 열렬한 왕당파들은 왕이 헌법적 문서를 받아들여서는 안 되었으며, 구체제처럼 당연한 권리로 군림했어야 한다고 비판하였다. 또한 이 체제가 영국에서 영감을 받은 점 역시 비판받았다. 그럼에도 불구하고 헌장은 내용이 충분히 모호하고 애매모호하여 누구나 자신의 입장에 따라 해석할 여지를 남겼으며, 향후 국정 운영에 따라 영국식 입헌군주제로도, 제한된 절대군주제로도 이어질 수 있었다. 이는 특히 ‘국가의 안전’을 이유로 왕이 칙령으로 입법할 수 있도록 한 제14조 덕분이었다.

## 참고

### 외부 문헌
- Michel Bruguière, 『제1차 왕정복고와 그 예산』, 드로즈 서점, 1969, 총 276쪽. ISBN: 978-2-262-00912-0.
- Francis Démier, 『왕정복고기 프랑스 (1814~1830)』, 파리, 갈리마르 출판사, 2012, 총 1095쪽. ISBN: 978-2-07-039681-8.
- Bertrand Goujon, 『혁명 이후의 군주제, 1814~1848』, 파리, 뒤 쇠이유 출판사, 《현대 프랑스사의 역사》 시리즈, 2012, 총 443쪽. ISBN: 978-2-02-103347-2.
- André Jardin, André-Jean Tudesq, 『귀족계층의 프랑스』 제1권, 『전반적 변화, 1815~1848』, 뒤 쇠이유 출판사, 1973, 총 249쪽. ISBN: 2-02-000666-9.
- Pierre Simon, 『1814년 헌법헌장의 제정』, 나부 프레스, 2010년 재간행.
- Emmanuel de Waresquiel, Benoît Yvert, 『왕정복고사 (1814~1830)』: 『근대 프랑스의 탄생』, 페랭 출판사, 1996, 총 499쪽. ISBN: 978-2-262-00912-0.
- Benoît Yvert, 『왕정복고: 사상과 인물들』, 파리, 프랑스 국립과학연구센터(CNRS), 2013, 총 262쪽. ISBN: 978-2-271-07738-7.
- Emmanuel de Waresquiel, 『혁명은 계속된다! 왕정복고기, 1814~1830』, 타이앙디에 출판사, 2015, 총 430쪽.
- Yann Guerrin, 『나폴레옹 이후의 프랑스: 침공과 점령, 1814~1818』, 아르마탕 출판사, 2014, 총 326쪽.